# Hermanas de Szony

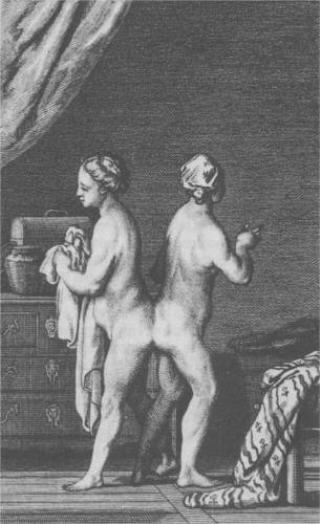
Helen y Judith de Szony en un grabado de la época

Ilona y Judit Gófitz (húngaro: Gófitz Ilona és Judit; en publicaciones contemporáneas: Helen y Judith de Szőny), también conocidas como las Hermanas húngaras (Szőny, Hungría, octubre de 1701-8 de febrero de 1723) fueron unas gemelas siamesas pigópagas (unidas por la parte baja de la espalda y las nalgas) que se exhibieron por Europa.

## Vida
Nacidas el 19 o 26 de octubre de 1701, en el seno de una familia humilde, el padre pronto decidió sacarles provecho económico exhibiéndolas públicamente por Europa, viajando como cantantes por Inglaterra, Francia, Alemania, Holanda y Polonia, causando sensación al ser el primer caso de siameses expuestos, atrayendo la atención de poetas, intelectuales y doctores que las examinaron, preguntándose la causa de su aspecto. Poco después de retirarse al convento de Santa Úrsula en Presburgo, Judith, que siempre fue considerada la más débil, murió por un "trauma cerebral" no especificado, y Helen la siguió unas horas después. Alexander Pope dedicó un poema a las hermanas.